# Burgstall Spitzenberg
Der Burgstall Spitzenberg ist der Rest einer unbekannten abgegangenen mittelalterlichen Höhenburg, die sich einst auf und um den Gipfelpunkt des Spitzenberges erhob. Der Burgstall befindet sich westlich des Dorfes Großengsee in der Gemeinde Simmelsdorf im Landkreis Nürnberger Land in Bayern, Deutschland. Über diese kleine Burganlage ist bis heute nichts Näheres bekannt, weder wer sie einst errichten ließ, wer auf ihr saß oder warum sie zerstört wurde. Heute ist von dem als Bodendenkmal geschützten Objekt nur noch ein Ringgraben um den Berggipfel erhalten.

## Geographische Lage
Die Stelle der ehemaligen Burg befindet sich im Zentrum des Mittelgebirges Fränkische Alb, in etwa 582 m ü. NHN Höhe auf dem Gipfel des Spitzenberges, eines sich von Nord nach Süd ziehenden kleinen Bergrückens. Der komplett bewaldete Berg fällt nur nach Süden und Osten etwa 40 Höhenmeter steil ab und geht anschließend in sanft geneigte Wiesenhänge beziehungsweise in benachbarte ansteigende Berghügel über.
Nach Westen und Norden fallen die Berghänge nur mäßig steil ab, in einiger Entfernung steigt das Gelände zu den sich anschließenden Bergkuppen, die teilweise über 600 m ü. NHN erreichen, wieder an, und bilden einen kleinen Höhenzug, der sich von Nord nach Ost erstreckt.
Der Burgstall liegt etwa 950 Meter westlich der Ortsmitte von Großengsee oder 1150 Meter nordöstlich von Winterstein. Unmittelbar südöstlich des Burgberges verläuft die Kreisstraße LAU 3 zwischen Winterstein und Großengsee.

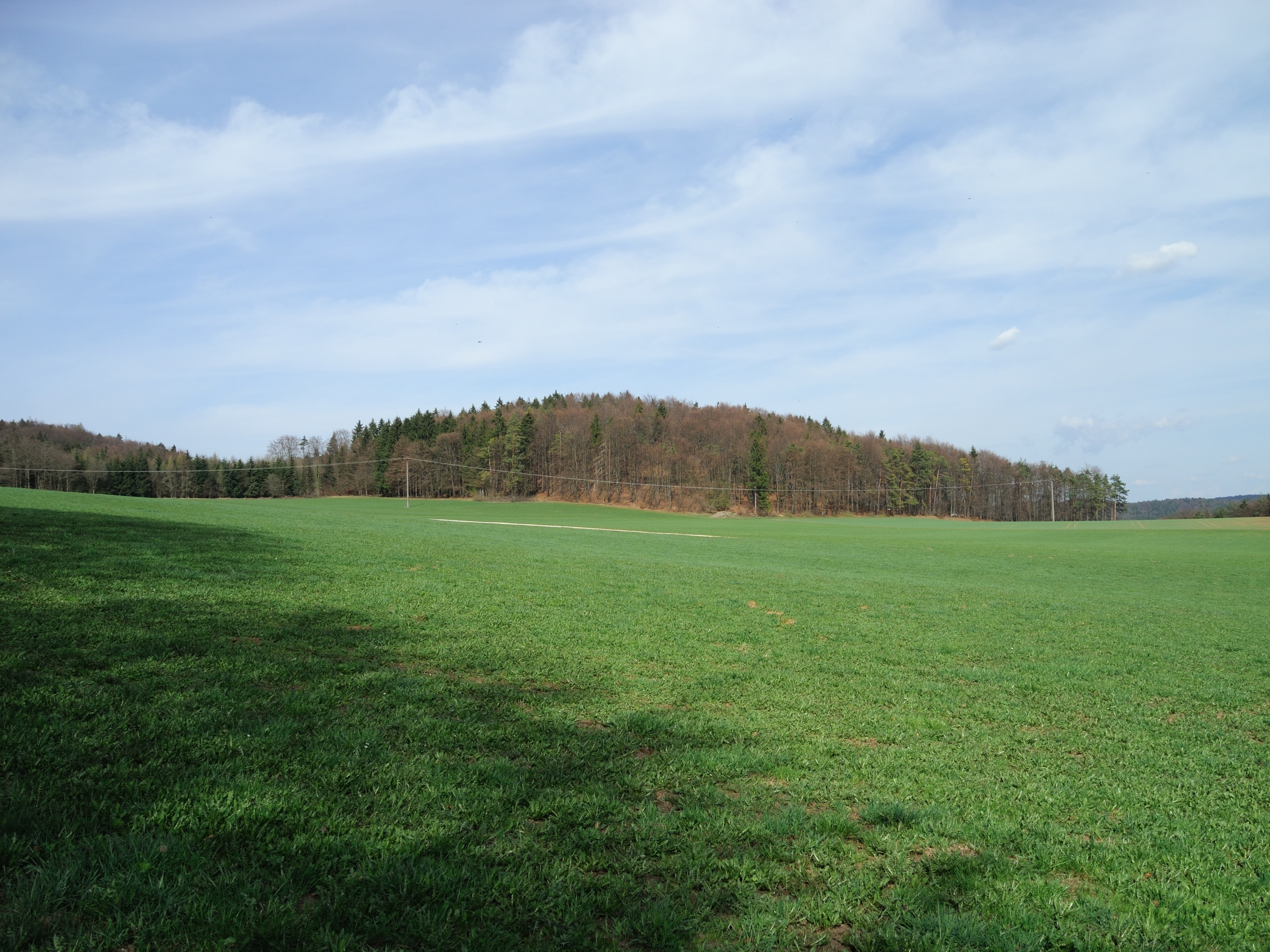
Bild 1: Ansicht des Spitzenberges aus südöstlicher Richtung

In der Nähe befinden sich noch weitere ehemalige mittelalterliche Burgen: Im nur etwa einen Kilometer südwestlich gelegenen Winterstein liegt die gleichnamige Burgruine Winterstein. Im Osten liegt ein weiterer Burgstall im Ort Großengsee, der später durch einen Herrensitz überbaut wurde, und auf dem heute ein kleines Schloss steht. Ein weiterer Burgstall liegt ebenfalls in nur etwas mehr als einen Kilometer Entfernung zum Spitzenberg bei Sankt Helena auf dem Burgstuhl. In etwas weiterer Entfernung im Norden befinden sich die Burgen Strahlenfels und Wildenfels, zu denen auch Sichtkontakt bestand, außerdem die Burg Hiltpoltstein und die Burg Spies im Osten.

## Beschreibung
Der Spitzenberg (Bild 1) hat auf seinem Gipfel einen natürlichen Hügel, der mit größeren Felsen durchsetzt ist (Titelbild, Bild 2, 3 und 5) und von einem kleinen Felsturm bekrönt wird. Dieser Felsturm (Bild 4) steigt etwa zwei Meter über die nur wenige Meter kleine und ebene Hügeloberfläche auf und fällt an seiner Ostseite etwa 15 Meter senkrecht ab. Das einzige heute noch sichtbare Anzeichen einer Bebauung auf dem Hügel ist eine kleine Terrasse an dessen Nordhang.
Als Schutz vor einem Angriff wurde um den Fuß des Burghügels ein Ringgraben angelegt. Dieser Graben zieht sich von der Südseite des Felsturmes bis zur Nordseite des Hügels, ohne aber wieder an den Felsturm, der die gesamte Ostseite der Burg schützte, anzuschließen. Vermutlich befand sich dort auch der frühere Zugang zur Burg (Bild 5).

## Heutiger Zustand
Heute ist der Bereich der ehemaligen Burg dicht von Hochwald bewachsen, erhalten hat sich von ihr nur noch der Ringgraben. Zum frei zugänglichen Burgstall führt heute kein ausgeschilderter Weg.
Das vom bayerischen Landesamt für Denkmalpflege als „Mittelalterlicher Burgstall“ erfasste Bodendenkmal trägt die Denkmalnummer D-5-6334-0046.

## Bilder des Burgstalls

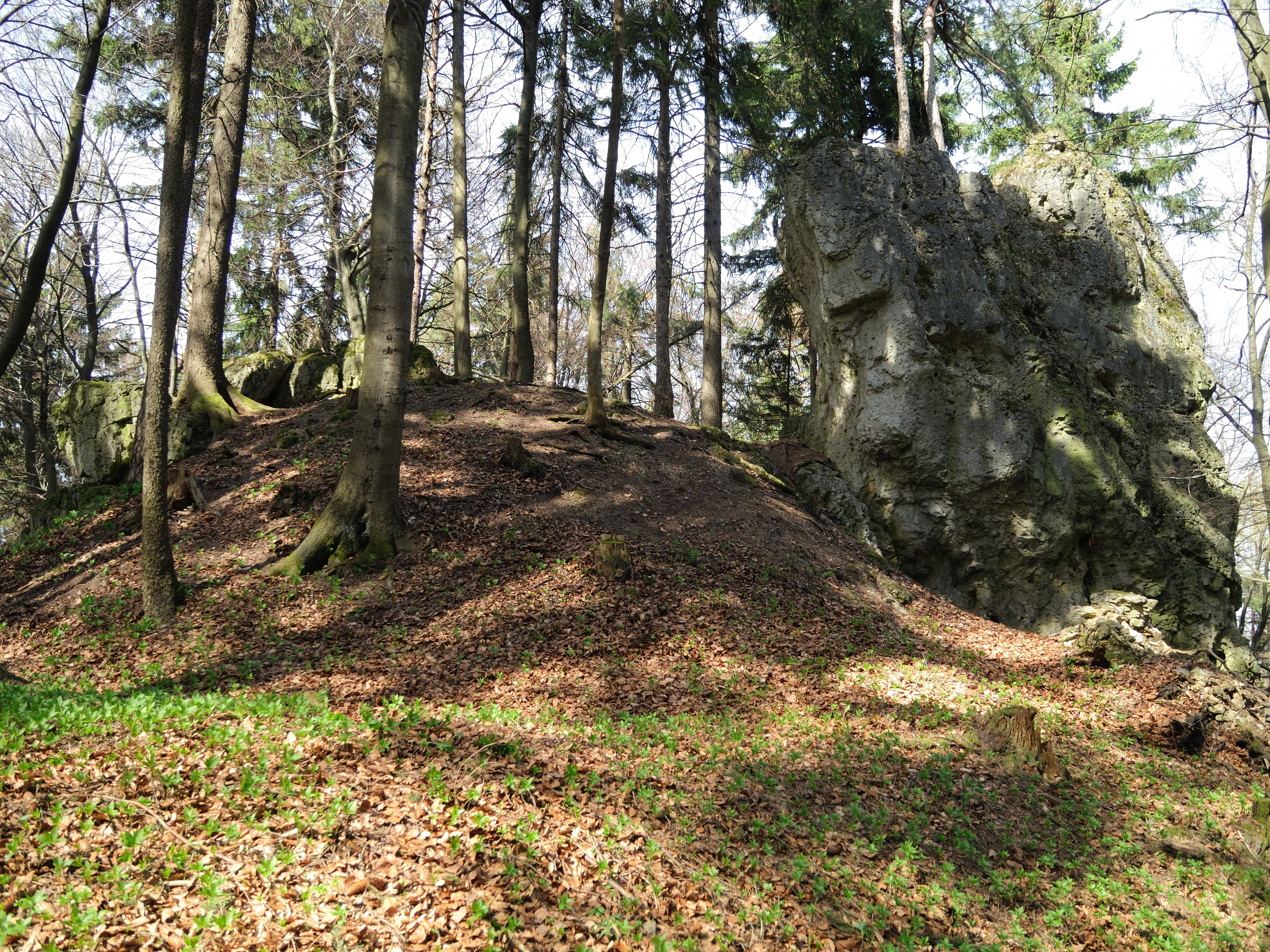
Bild 2: Ansicht des Burghügels und des Grabens im Vordergrund aus südlicher Richtung
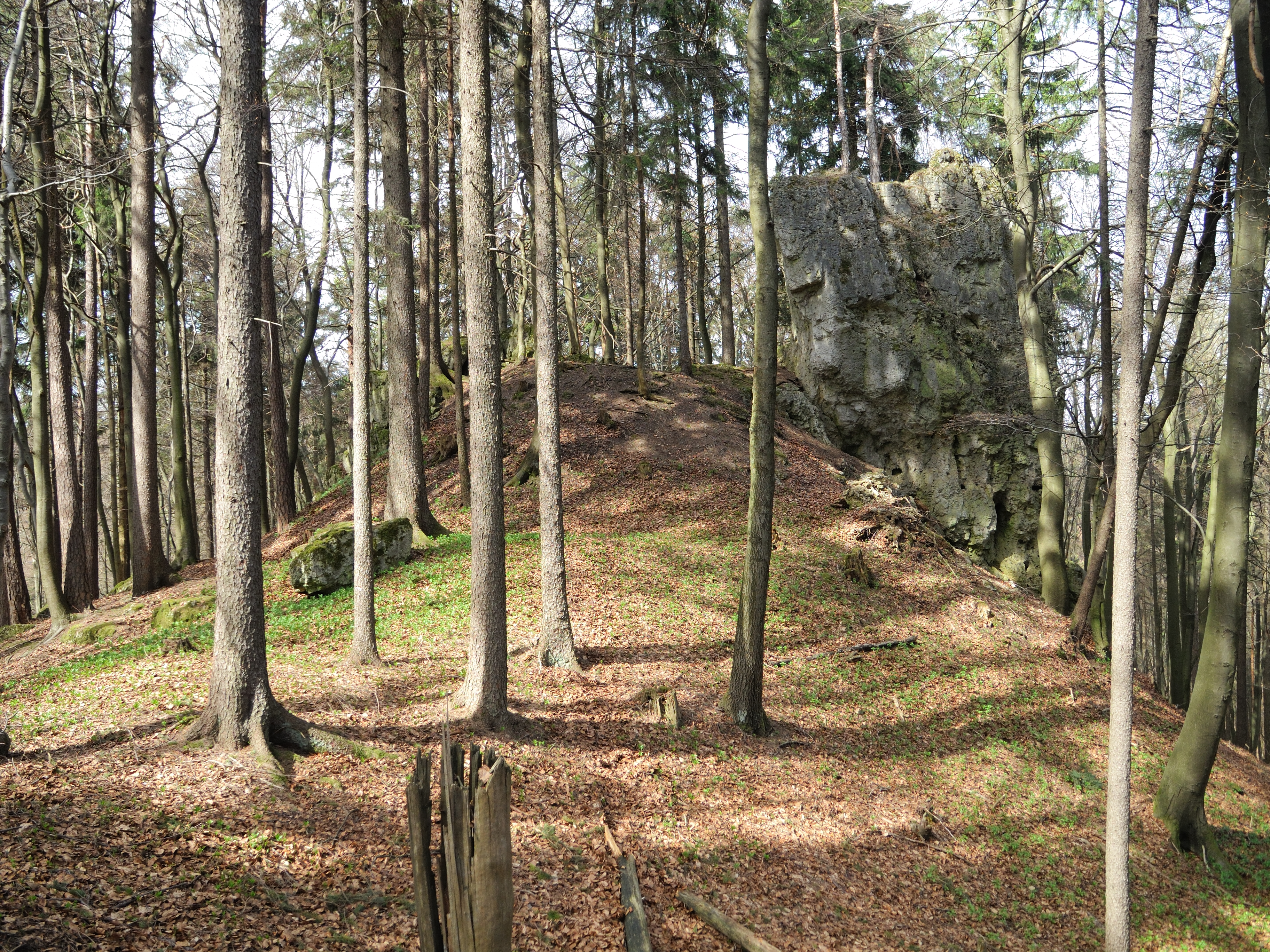
Bild 3: Ansicht aus südlicher Richtung
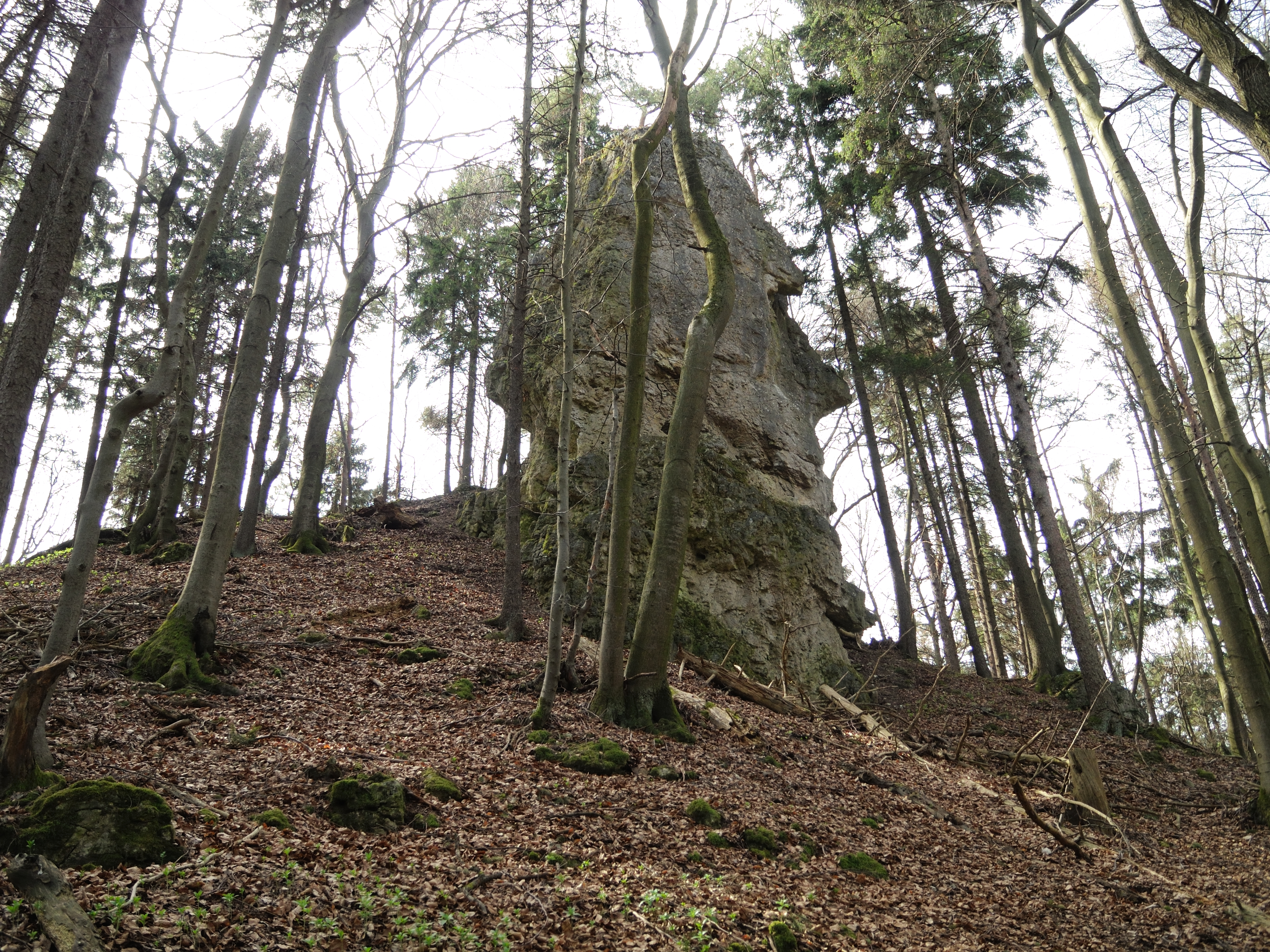
Bild 4: Der Felsturm an der Ostseite des Burghügels
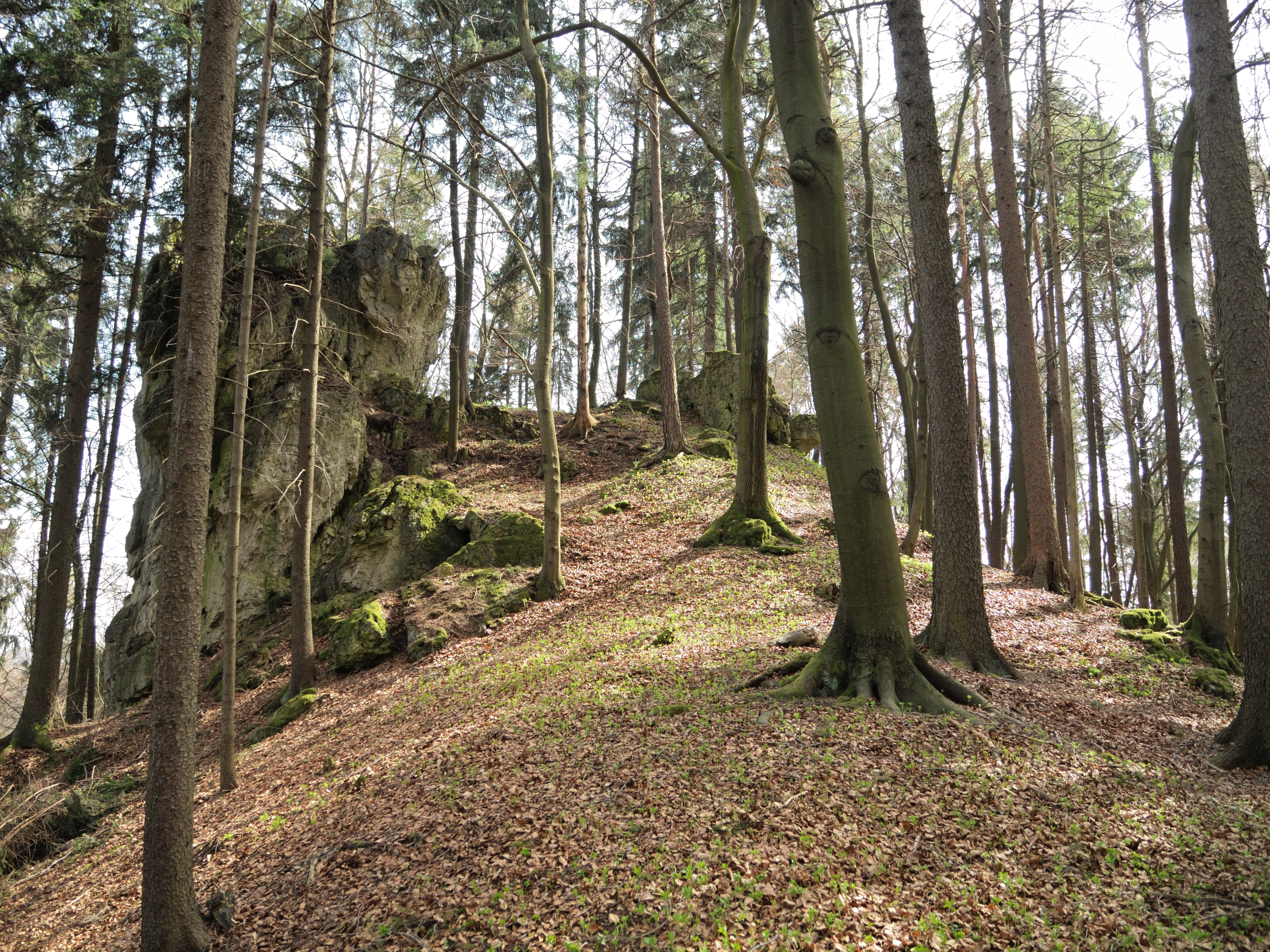
Bild 5: Ansicht des Burghügels aus nördlicher Richtung
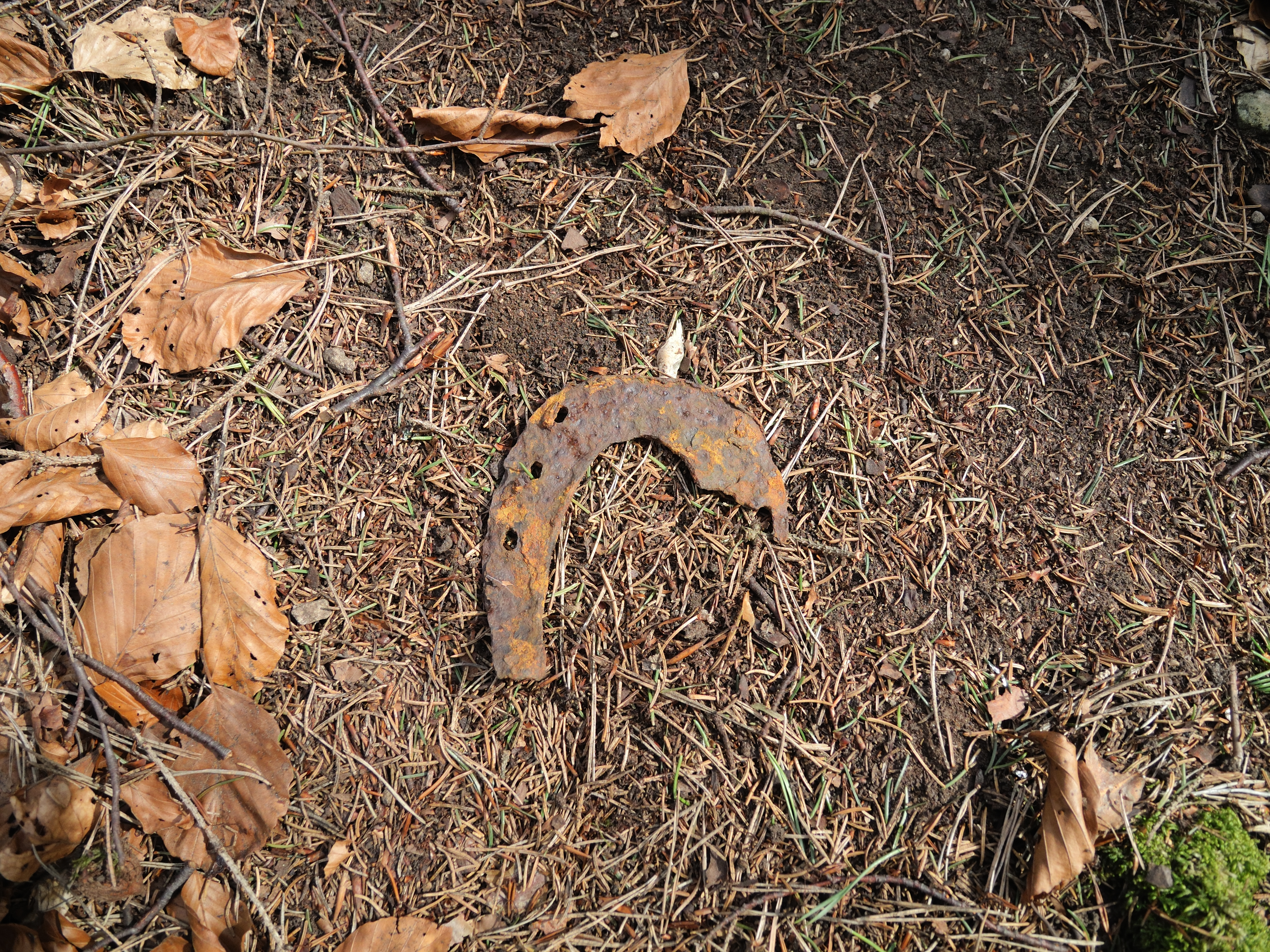
Bild 6: Rest eines Hufeisens am Burgstall